# جلال‌پور پیروالا
جلال‌پور پیروالا (به انگلیسی: Jalalpur Pirwala) یک منطقهٔ مسکونی در پاکستان است که در پنجاب واقع شده‌است. جلال‌پور پیروالا ۵۰۰٬۰۰۰+ نفر جمعیت دارد و ۱۰۱ متر بالاتر از سطح دریا واقع شده‌است.